# Twiningia malvastra
Twiningia malvastra är en insektsart som beskrevs av Ball 1931. Twiningia malvastra ingår i släktet Twiningia och familjen dvärgstritar. Inga underarter finns listade i Catalogue of Life.